# Harry Neville Compton
Harry Neville Compton, kanadski letalski častnik, vojaški pilot in letalski as, * 9. april 1899, Winnepeg, Manitoba, † 1951, Toronto, Ontario.
Nadporočnik Compton je v svoji vojaški službi dosegel 5 zračnih zmag.

## Življenjepis
Sprva je bil pripadnik Kanadskih inženircev, nato pa je bil 14. februarja 1918 premeščen k Kraljevemu letalskemu korpusu.
V sestavi 23. eskadrona je dosegel vse svoje zmage; letel je z Sopwith Dolphin.

## Odlikovanja
- Distinguished Flying Cross (DFC)